# Marcel Vonlanthen
Pour les articles homonymes, voir Vonlanthen.
Marcel Vonlanthen, né le 8 septembre 1933 à Lausanne, est un joueur de football international suisse, qui évoluait au poste d'attaquant.

## Biographie

### Carrière en club
Avec le club du Lausanne-Sport, il remporte la Coupe de Suisse en 1962 après avoir été finaliste de cette compétition en 1957.
Avec cette même équipe, il est demi-finaliste de la Coupe des villes de foires lors de l'édition 1955-1958, en étant éliminé par la sélection de Londres XI.

### Carrière en sélection
Avec l'équipe de Suisse, il joue 10 matchs entre 1955 et 1957. 
Il joue son premier match en équipe nationale le 19 juin 1955 contre l'Espagne, et son dernier le 24 novembre 1957 contre cette même équipe.
Il figure dans le groupe des sélectionnés lors de la Coupe du monde de 1962. Lors du mondial organisé au Chili, il ne joue aucun match. Il dispute toutefois deux matchs comptant pour les tours préliminaires du mondial 1958, inscrivant par la même occasion un but contre l'Écosse.

## Palmarès
FC Fribourg
- Coupe de Suisse :
  - Finaliste : 1953-54

 Lausanne-Sport
- Coupe de Suisse :
  - Vainqueur : 1961-62
  - Finaliste : 1956-57